# Cordia intricata
Cordia intricata là loài thực vật có hoa trong họ Mồ hôi. Loài này được C.Wright mô tả khoa học đầu tiên năm 1870.